# Amorphogynia inversarius
Amorphogynia inversarius là một loài bướm đêm trong họ Geometridae.